# 特拉雷戈维焦纳
特拉雷戈维焦纳（義大利語：Trarego Viggiona），是意大利韦尔巴诺-库西亚-奥索拉省的一个市镇。总面积18平方公里，人口390人，人口密度21.7人/平方公里（2009年）。ISTAT代码为103066。